# Leontopithecus rosalia
Il leontocebo rosalia (Leontopithecus rosalia [Linnaeus, 1866]), noto anche come scimmia leonina, è un primate endemico del Brasile, appartenente alla famiglia dei Callitricidi e al genere Leontopithecus. Vive quasi esclusivamente nella Mata Atlântica dello stato di Rio de Janeiro, benché in passato alcuni autori ipotizzassero la sua presenza anche nel sud di Espírito Santo. È diffuso soprattutto nella Riserva biologica Poço das Antas e nella Riserva biologica União, dove abita gli strati più alti della foresta, inclusi tratti di foresta secondaria. In passato veniva considerato una sottospecie, ma oggi è riconosciuto come specie a sé, al pari di altre specie di leontocebo. Studi filogenetici suggeriscono che il leontocebo dalla groppa rossa sia la specie più affine. Non esistono fossili noti.
Tra i leontocebi, è il membro più grande della famiglia dei Callitricidi, potendo raggiungere gli 800 grammi di peso. Il suo mantello varia dal dorato all'arancione e presenta una caratteristica «criniera» che gli è valsa il nome comune. Ha artigli al posto delle unghie, e il terzo dito, particolarmente lungo, è utilizzato per scovare prede. Il cranio è piccolo e meno robusto rispetto a specie affini, mentre il dimorfismo sessuale è poco marcato. In totale possiede 32 denti, con incisivi simili ai canini.
È un animale diurno, molto attivo nelle prime ore del mattino, e mostra comportamenti sociali simili a quelli di altri primati. Vive in gruppi familiari fino a nove individui, con forme comuni di poliandria e, più raramente, di poliginia. I territori, che possono estendersi fino a 217 ettari, spesso si sovrappongono a causa della frammentazione dell'habitat. Onnivoro, si nutre di frutti, invertebrati e piccoli vertebrati nella stagione delle piogge e di nettare in quella secca, emettendo vocalizzazioni diverse a seconda del contesto. Dopo una gestazione di circa 130 giorni, la femmina partorisce due gemelli e i maschi, insieme ai figli precedenti, contribuiscono all'accudimento.
Inserito nella lista delle specie in pericolo sia dall'IUCN che dall'ICMBio, il leontocebo rosalia sopravvive quasi unicamente nelle riserve biologiche Poço das Antas e União, oltre che in alcuni frammenti forestali limitrofi nel bacino del fiume São João. Oggi si contano circa 3200 esemplari in libertà, grazie ai molteplici sforzi di conservazione e riproduzione, mentre le popolazioni in cattività sono numerose e stabili. Considerato una specie bandiera per la tutela della Mata Atlântica brasiliana, riveste un ruolo fondamentale nella protezione di questo habitat unico.

## Etimologia
Leontopithecus deriva dal greco leon (λέων), che significa «leone», e pithekos (πίθηκος), che significa «scimmia» o «scimmione»; questo nome fa riferimento alla criniera folta che circonda il viso dell'animale, somigliante a quella di un leone. L'epiteto rosalia, invece, è un termine latino che significa «roseo» o «rosa», e si riferisce al colore rossastro-dorato del suo mantello. Nell'area di origine il leontocebo rosalia è noto come mico-leão-dourado o semplicemente mico-leão, nonché come saguipiranga e sauimpiranga. In particolare, mico deriva dal termine caraibico continentale miko, mentre saguipiranga e sauimpiranga provengono dal tupi sa'wi pi'rãga, che significa «tamarino rosso». L'appellativo «scimmia leonina» risale al 1754, quando un esemplare fu portato a Parigi per Madame de Pompadour e descritto da M. J. Brisson come le petit singe-lion («la piccola scimmia leonina»).

## Tassonomia ed evoluzione
Il leontocebo rosalia appartiene al genere Leontopithecus, un gruppo monofiletico della famiglia dei Callitricidi, ed è stato descritto per la prima volta da Linneo nel 1766. Inizialmente, secondo la classificazione proposta da Hershkovitz  nel 1977, Leontopithecus era considerato un genere monotipico, con Leontopithecus rosalia come unica specie. Ne conseguiva che il leontocebo rosalia fosse una sottospecie (L. r. rosalia), insieme al leontocebo dalla groppa rossa (L. r. chrysopygus) e al leontocebo dalla testa dorata (L. r. chrysomelas). Questa classificazione è stata tuttavia rivista, e oggi il leontocebo rosalia è riconosciuto, al pari di altri leontocebi, come specie a sé stante.
Le analisi genetiche indicano una diversificazione piuttosto recente di questi primati, avvenuta durante il Pleistocene a partire da aree di foresta rifugio. La specie più vicina al leontocebo rosalia sembra essere il leontocebo dalla groppa rossa, con il quale condivide probabilmente un antenato dotato di pelliccia scura. Finora non sono stati rinvenuti fossili relativi alla sua linea evolutiva.

## Descrizione

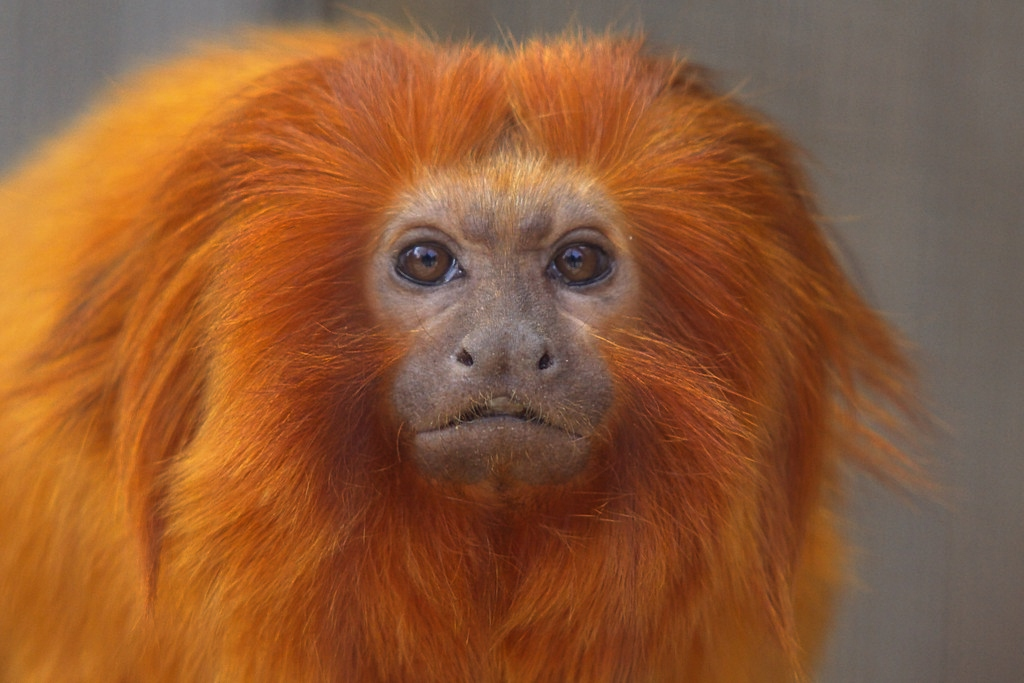
Il leontocebo rosalia si distingue dalle altre specie del suo genere per il mantello completamente dorato.

Il leontocebo rosalia presenta un mantello interamente rosso tendente al dorato, da cui deriva il nome comune, e una sorta di «criniera» costituita dai peli che si estendono da guance, testa e collo, avvolgendo anche le orecchie. Secondo alcuni studi, la tonalità sarebbe dovuta sia all'assunzione di carotenoidi sia all'esposizione solare; in cattività, infatti, alcuni esemplari con dieta carente di queste sostanze mostrano un colore più chiaro. Una volta all'anno, soprattutto nella stagione delle piogge, avviene una muta graduale, durante la quale le femmine gravide perdono meno pelo. Il viso è quasi interamente glabro e di colore scuro. Senza contare la coda, l'animale misura circa 26 cm di lunghezza e pesa in media 620 g, anche se, in cattività, può arrivare a 800 g, risultando così il più grande tra i Callitricidi.
Il suo metabolismo è più basso di quanto ci si aspetterebbe per un primate di queste dimensioni, ma rimane superiore rispetto a quello di molti primati notturni con regimi alimentari analoghi. La temperatura corporea varia notevolmente tra il giorno (circa 39 °C) e la notte (circa 37,4 °C). È presente un organo vomeronasale, sviluppato nei subadulti in misura paragonabile a quello degli Strepsirrini, mentre negli adulti le parti sensoriali si alternano a zone non sensoriali, in modo simile a quanto osservato in Saguinus geoffroyi.
La ghiandola del pene è di forma sferica e ricoperta da piccole papille; i testicoli possono trovarsi dentro uno scroto non pigmentato, di diametro fino a 18 mm, oppure in posizione inguinale, con un controllo apparentemente volontario. Il baculum è tra i più specializzati della famiglia, con 3 mm di lunghezza e 0,9 mm di larghezza. Nella femmina, la vulva, poco prominente e non pigmentata, presenta grandi labbra poco marcate; il clitoride, dotato di un solco ventro-mediale e di un glande diviso a metà, risulta di dimensioni ridotte rispetto a quello di altri primati sudamericani (come cebidi o atelidi). Le ghiandole mammarie, in numero di due, si trovano nella regione toracica, vicine alla linea mediana del corpo.

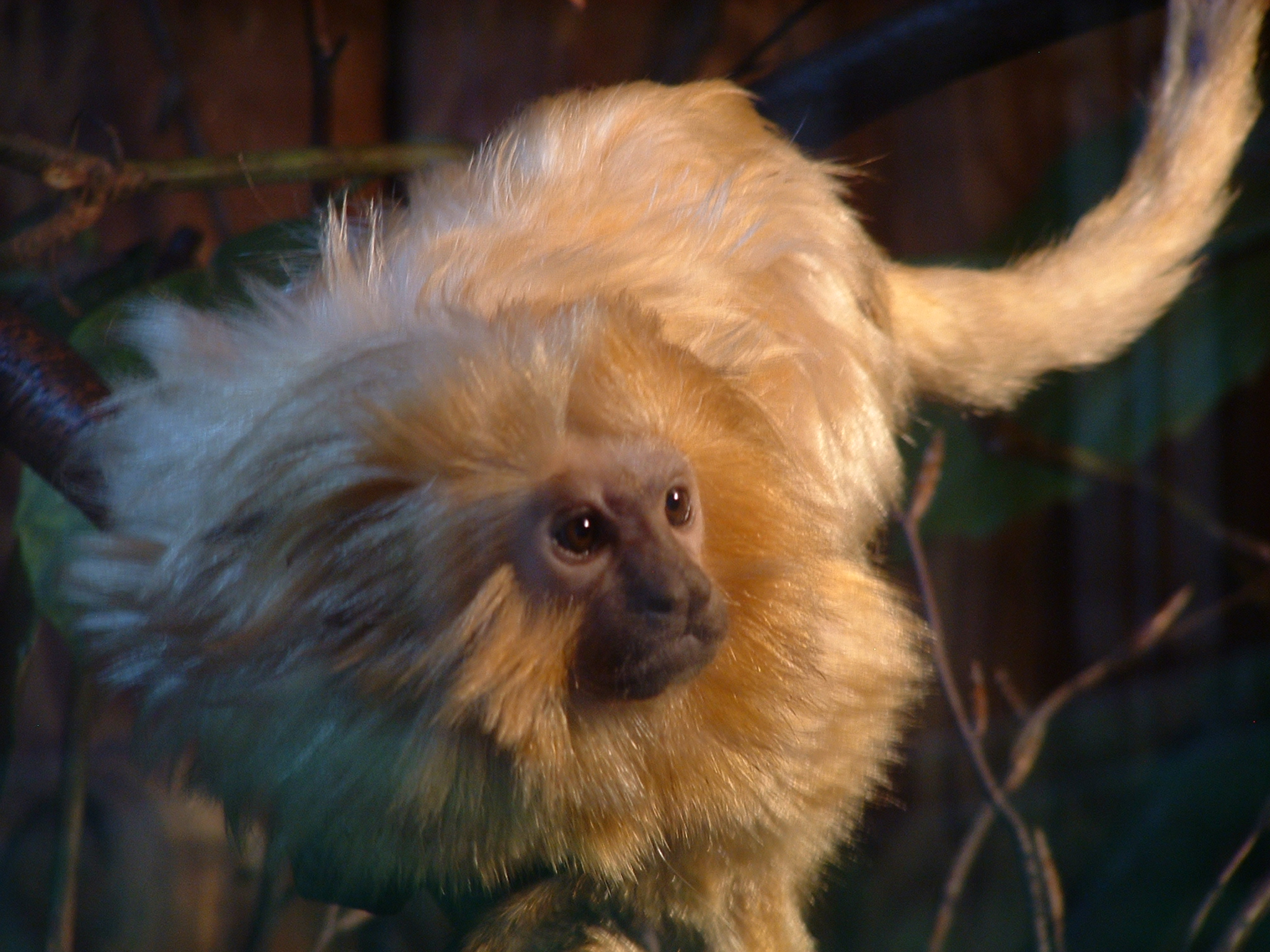
Una dieta povera di carotenoidi rende la pelliccia meno rossastra.

Le dita delle mani sono molto lunghe e munite di unghie simili ad artigli, usate per estrarre piccoli vertebrati o artropodi da fessure strette, ad esempio tra le foglie delle bromelie. Il terzo dito può essere quasi il doppio del palmo. Questa conformazione agevola l'animale nell'aggrapparsi ai rami e dona una locomozione prevalentemente quadrupede, osservata soprattutto in cattività; in natura, invece, il leontocebo rosalia tende più a scalare in verticale, grazie a una lunghezza simile degli arti anteriori e posteriori che riduce la capacità di salto a favore dell'arrampicata. Non esiste un forte dimorfismo sessuale, sebbene i maschi possano risultare leggermente più grandi. In cattività, la specie può vivere fino a 14 anni.

### Morfologia craniodentale
Dal punto di vista craniodentale, il cranio è piuttosto piccolo e le mascelle poco pronunciate rispetto ad altre specie di leontocebo, pur avendo una scatola cranica di dimensioni simili a quella del leontocebo dalla testa dorata (circa 28,66 mm di lunghezza). L'ampiezza della faccia risulta maggiore rispetto a quella di leontocebo dalla groppa rossa e leontocebo dalla testa dorata, mentre la mandibola ha una forma intermedia fra la «V» del genere Callithrix e la «U» del genere Saguinus. Nei maschi, il cranio può raggiungere i 57,52 mm di lunghezza, contro i 55,66 mm nelle femmine, e circa il 41% delle misure craniometriche differisce tra i sessi, a eccezione della larghezza delle orbite, sostanzialmente uguale. Il processo coronoideo appare grande e ricurvo «a uncino».
La dentatura comprende 32 elementi (formula dentaria I: {\displaystyle {\frac {2}{2}}}; C: {\displaystyle {\frac {1}{1}}}; Pm: {\displaystyle {\frac {3}{3}}}; M: {\displaystyle {\frac {2}{2}}\times 2\,=\ 32}). Incisivi e canini (questi ultimi a forma di sciabola) sono lunghi, appuntiti e quasi uguali in lunghezza, mentre i premolari hanno aspetto molariforme e i molari inferiori sono quadrangolari e semplici. Rispetto ad altri callitricidi di dimensioni simili, i premolari e i molari risultano più grandi, con il primo molare inferiore che può raggiungere un'area di 8,75 mm² (contro i 6,29 mm² di Saguinus oedipus). La forma «a U» dell'arcata mandibolare sembra correlata a queste dimensioni. Il primo molare inferiore è anche il primo dente a erompere, seguito da incisivi e secondo molare, mentre i canini superiori spuntano per ultimi.

### Genetica
Sul piano genetico, il leontocebo rosalia possiede 46 cromosomi, con un cromosoma Y e 14 autosomi acrocentrici, mentre gli altri (incluso l'X) presentano due bracci. Questo cariotipo è molto simile a quello del genere Saguinus e identico a quello del leontocebo dalla testa dorata, pur mostrando differenze in alcune bande cromosomiche. Si osserva inoltre un frequente chimerismo XX/XY, tipico della famiglia dei Callitricidi. Nonostante la somiglianza con i tamarini, l'analisi morfologica dei cromosomi avvicina i leontocebi ai Callithrix. Sono stati individuati cinque loci microsatelliti, di cui quattro polimorfici, e sebbene nessuna popolazione selvatica analizzata presenti tutti gli alleli possibili, la variabilità genetica complessiva resta apprezzabile. Le popolazioni studiate risultano tuttavia isolate e significativamente divergenti tra loro, probabilmente a causa della frammentazione dell'habitat.

## Distribuzione e habitat
In passato, il leontocebo rosalia era diffuso nelle foreste di pianura (fino a 300 metri di altitudine) del bacino del fiume São João, nello stato di Rio de Janeiro. Alcuni autori ne hanno ipotizzato la presenza anche nello stato di Espírito Santo, ma secondo il primatologo Adelmar Faria Coimbra-Filho mancano prove sufficienti per confermarla. Nel XIX secolo, la specie si trovava nelle foreste vicino a Cabo Frio, in particolare lungo le rive della laguna di Araruama e nel territorio di Maricá, e pare sia sopravvissuta in queste aree fino agli anni '40. Esistono poi citazioni sulla possibile presenza del leontocebo rosalia nel litorale dello stato di San Paolo, sebbene non sia mai stata riportata ufficialmente.
Il suo habitat naturale è caratterizzato da un clima caldo e umido, con precipitazioni che raggiungono i 1500 mm annui e una stagione secca. Vive nelle foreste, soprattutto in prossimità di corsi d'acqua perenni, preferendo la volta arborea tra i tre e i dieci metri di altezza, e può trovarsi anche in frammenti di foresta secondaria. Attualmente è limitato a pochi resti di foresta nel bacino del fiume São João, in particolare nella Riserva biologica Poço das Antas e nella Riserva biologica União. Popolazioni della specie sopravvivono in alcune zone di Silva Jardim, Cabo Frio, Saquarema e Araruama, mentre reintroduzioni di successo hanno avuto luogo a Rio das Ostras, Rio Bonito e Casimiro de Abreu. Recentemente è stata inoltre segnalata una popolazione a Duque de Caxias, la più meridionale attualmente conosciuta.

## Biologia

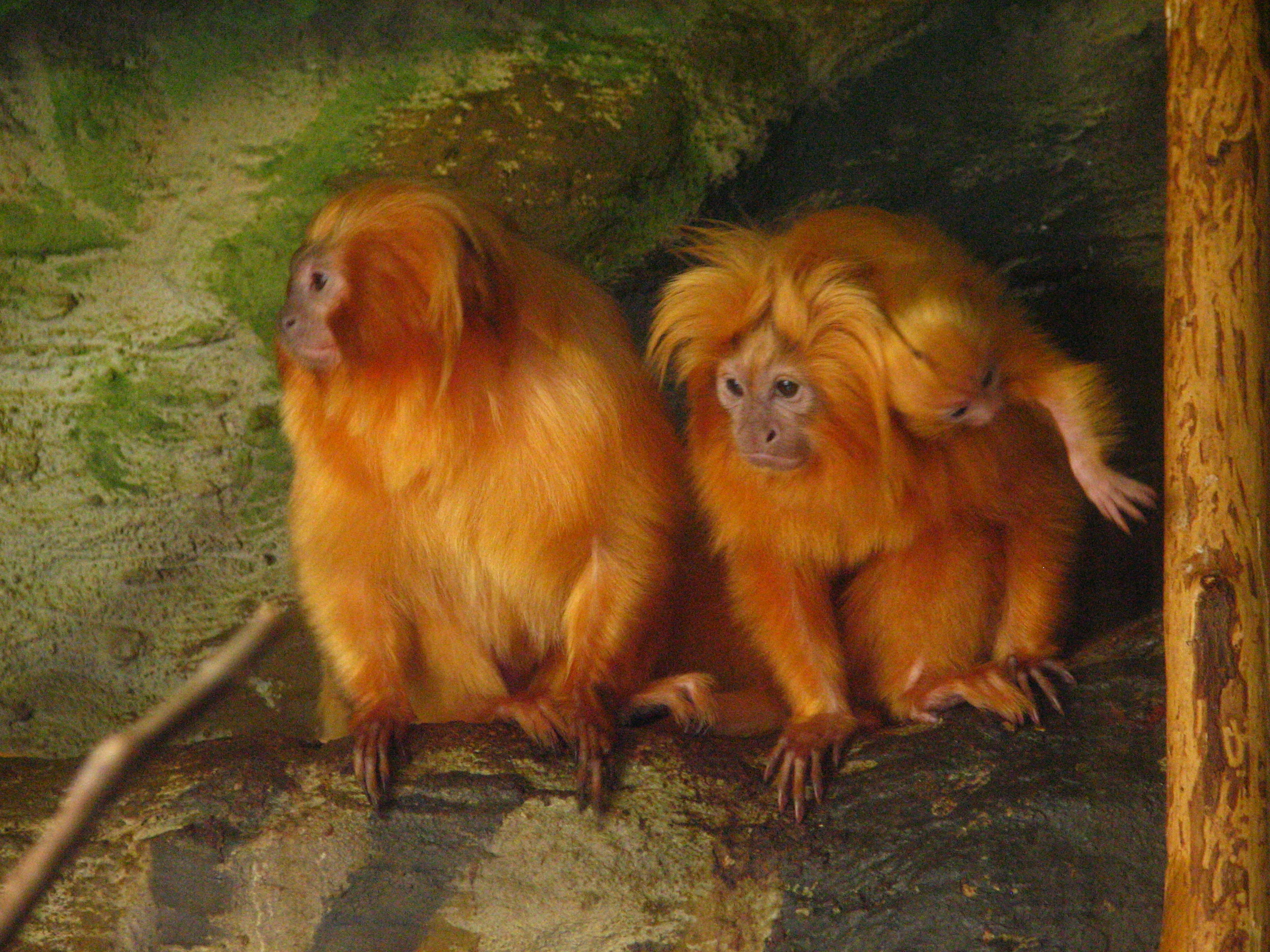
Il leontocebo rosalia è un animale diurno.

I leontocebi rosalia sono animali diurni, che mostrano maggiore vivacità nelle prime ore del mattino. Per riposare, prediligono cavità presenti nei tronchi d'albero, poste preferibilmente tra gli 11 e i 15 metri d'altezza, che cambiano quasi ogni giorno; in alcuni casi si rifugiano anche nelle chiome delle palme Trascorrono circa un terzo della giornata spostandosi all'interno del proprio territorio, utilizzandone all'incirca la metà nell'arco di una singola giornata. Nella Riserva biologica União, la distanza percorsa quotidianamente può variare fra 1465 e 2135 metri.
Come in altri primati neotropicali, il loro repertorio di espressioni facciali è piuttosto limitato, mentre vocalizzazioni e segnali odorosi assumono un ruolo importante nella comunicazione. Sono in genere molto aggressivi verso gli individui estranei al gruppo, ma nei gruppi stabili gli scontri risultano poco frequenti, a meno che non ci siano femmine in estro. Uno dei comportamenti di conflitto è il cosiddetto arch display, in cui l'animale inarca il dorso in posizione quadrupede per apparire più grande: questa postura sembra mirare a regolare il contatto sociale e può prevenire aggressioni vere e proprie. In cattività, l'aggressività tra membri dello stesso gruppo si manifesta soprattutto quando vengono introdotti esemplari nuovi; i giovani maschi sono i bersagli più comuni di questi attacchi, mentre i maschi adulti raramente li iniziano.

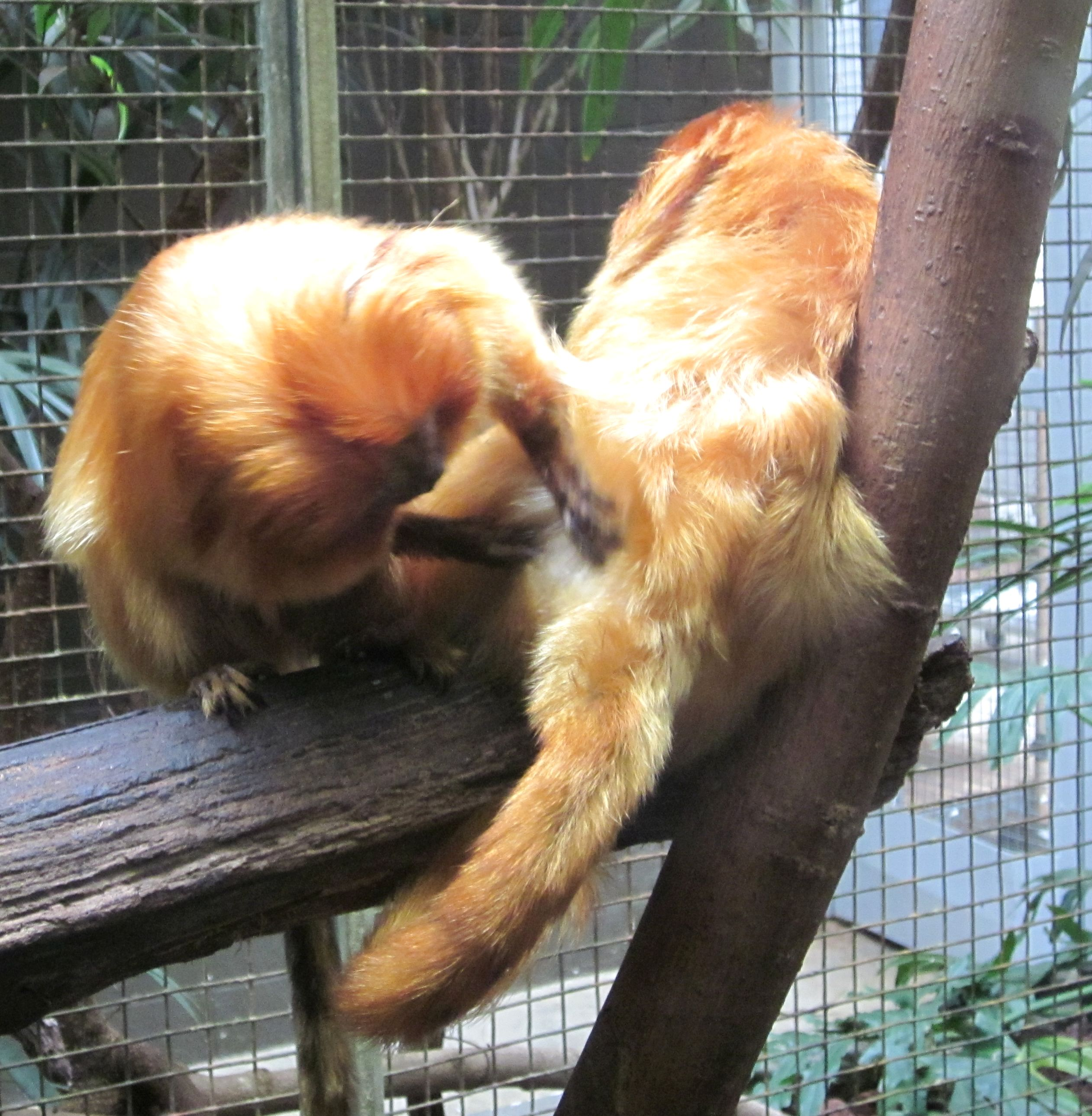
Grazie al grooming, i leontocebi mostrano una scarsa incidenza di ectoparassiti.

La pulizia reciproca (grooming) è piuttosto frequente, con i leontocebi che si aiutano a vicenda rimuovendo e tirando il pelo degli altri individui. Durante il periodo fertile, i maschi annusano spesso la regione ano-genitale delle femmine in estro. Tra i predatori principali si annoverano rapaci, ocelot e cani, nonché serpenti (soprattutto boa) e gufi, che possono attaccare i cuccioli nelle cavità dove trovano rifugio. Il rischio di predazione è più elevato di notte, quando i leontocebi dormono e sono meno vigili; gran parte degli esemplari predati, infatti, proviene dai programmi di reintroduzione ed è probabilmente meno esperta nell'evitare i pericoli. Inoltre, la frammentazione e il disboscamento dell'habitat rendono questi animali più vulnerabili, soprattutto agli attacchi di animali domestici.

### Parassiti
Il leontocebo rosalia risulta relativamente privo di ectoparassiti, con ogni probabilità grazie alla pulizia (o grooming), sia di gruppo che individuale. In genere, i parassiti esterni più comuni sono le zecche: nella Riserva biologica Poço das Antas sono state rilevate forme immature di tre specie del genere Amblyomma e di due specie appartenenti alla famiglia Trombiculidae. Fra queste ultime figurano Microtrombiculida brennani, descritta proprio nel leontocebo rosalia, e un'altra della stessa famiglia, Speleocola tamarina. È stato inoltre individuato un acaro follicolare denominato Rhyncoptes anastosi.
Quanto ai parassiti interni, studi condotti nelle riserve di Poço das Antas e União hanno riscontrato nel tratto gastro-intestinale la presenza di acantocefali del genere Oncicola (con una prevalenza che può toccare il 30%) e nematodi delle famiglie Spiruridae e Trichostrongylidae, con le femmine più colpite rispetto ai maschi. In misura minore sono stati osservati anche nematodi delle famiglie Ancylostomatidae e Ascarididae, oltre alla specie Tripanoxyuris minutus (un Oxyuridae). Trypanosoma cruzi (agente della malattia di Chagas nell'uomo) infetta i leontocebi rosalia della riserva biologica Poço das Antas con una prevalenza relativasmente elevata, sebbene pare non causare sintomi clinici rilevanti. Al di fuori di quest'area, la percentuale di soggetti colpiti è inferiore. Altri protozoi, come Toxoplasma gondii, sono stati riscontrati in esemplari in cattività in Nord America ed Europa, con esiti potenzialmente letali. Infine, amebiasi e giardiasi rappresentano ulteriori patologie note in questa specie.

### Alimentazione

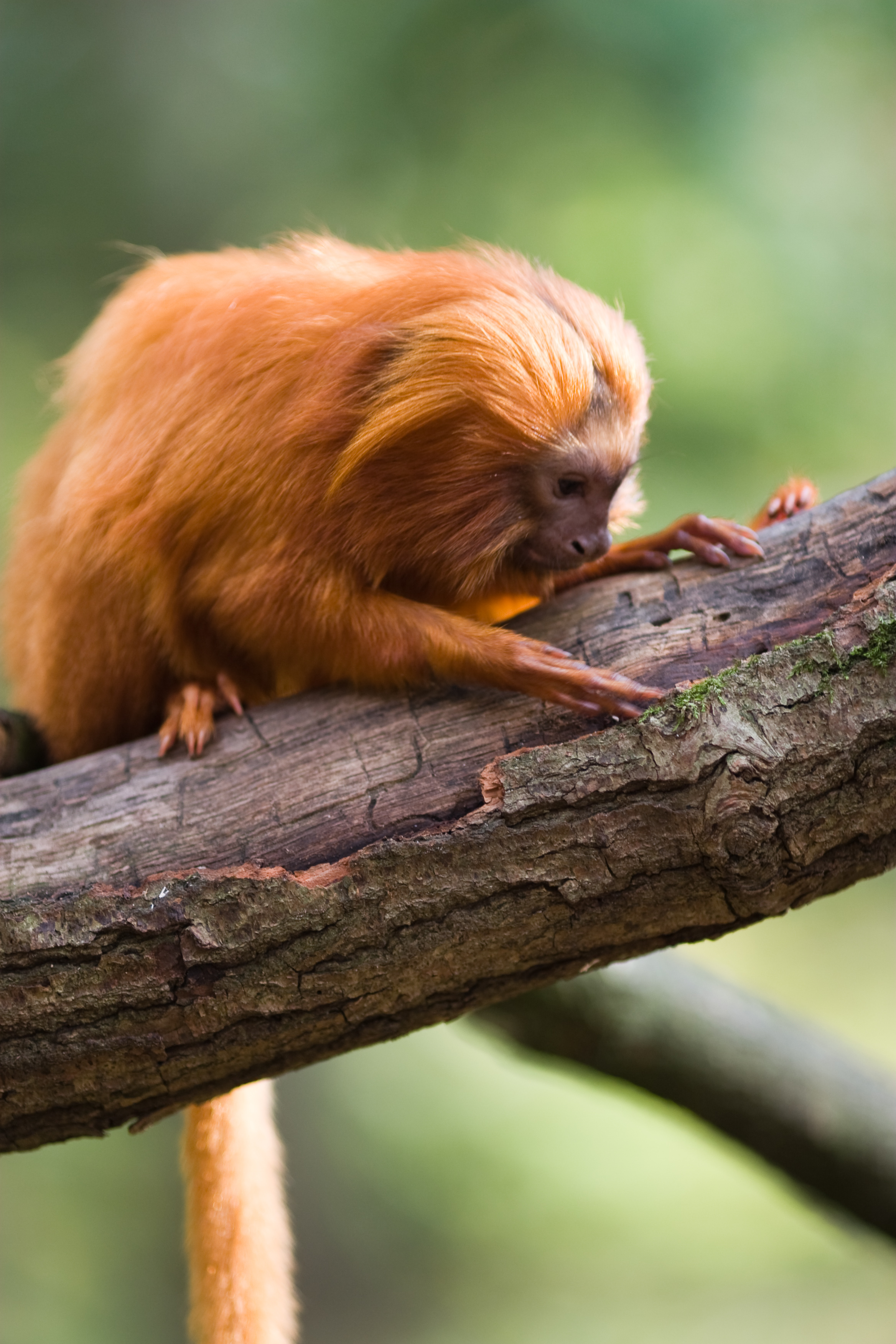
Il leontocebo rosalia utilizza le lunghe dita nella ricerca del cibo.

Il leontocebo rosalia segue una dieta prevalentemente frugivora e insettivora, basata soprattutto su piccoli frutti morbidi, artropodi e vertebrati di piccole dimensioni. Gli insetti rappresentano dal 10 al 15% dell'alimentazione, e vengono cercati in particolare tra le bromelie, dove l'animale utilizza artigli e dita allungate per esplorare gli spazi. Durante la stagione secca, quando i frutti maturi scarseggiano, la dieta viene parzialmente integrata con nettare.
Nella Riserva biologica Poço das Antas sono state registrate fino a 64 specie di piante sfruttate dai leontocebi rosalia. Fra queste, spicca Symphonia globulifera, largamente impiegata come fonte di nettare nella stagione secca, così come alcune epifite (ad esempio Combretum fruticosum e Monstera sp). I frutti prediletti sono generalmente piccoli e morbidi (ad esempio quelli di Miconia candolleana e di Ficus sp.), mentre quelli più grandi, come Genipa americana, vengono consumati solo saltuariamente. Sempre nella stagione secca, i frutti ancora acerbi di Euterpe edulis, tipici delle foreste paludose, risultano un'importante risorsa alimentare. Nella riserva biologica União, le piante appartenenti alle famiglie Myrtaceae, Sapotaceae, Melastomataceae e Rubiaceae costituiscono complessivamente fino al 41% delle fonti di cibo. In quest'area, i frutti ingeriti pesano in media 5,6 g, misurano circa 21,9 mm di lunghezza, hanno buccia morbida e, spesso, sono variopinti. I leontocebi ne consumano quasi ogni parte, inclusi i semi, fungendo da validi dispersori, sebbene la percentuale di germinazione effettiva risulti bassa. Alcuni studi sottolineano che l'effetto finale sulla germinazione possa dipendere dalla specie vegetale, mentre altri attribuiscono al leontocebo rosalia un ruolo di rilievo dnella rigenerazione forestale, grazie alla sua capacità di trasportare i semi su distanze considerevoli.
Accanto alle risorse vegetali, la dieta include uova, piccoli vertebrati (come rane dei generi Hyla o Dendrophryniscus brevipollicatus e pulli di uccelli), artopodi e perfino chiocciole. La ricerca di queste prede avviene soprattutto tra le bromelie e le foglie di palme, ricche di microhabitat, sfruttando in particolare il dito medio, il più lungo. Il consumo di alimenti di origine animale aumenta nella stagione delle piogge, ma è fortemente influenzato dalla disponibilità di siti adatti alla ricerca delle prede.

### Organizzazione sociale e territorio

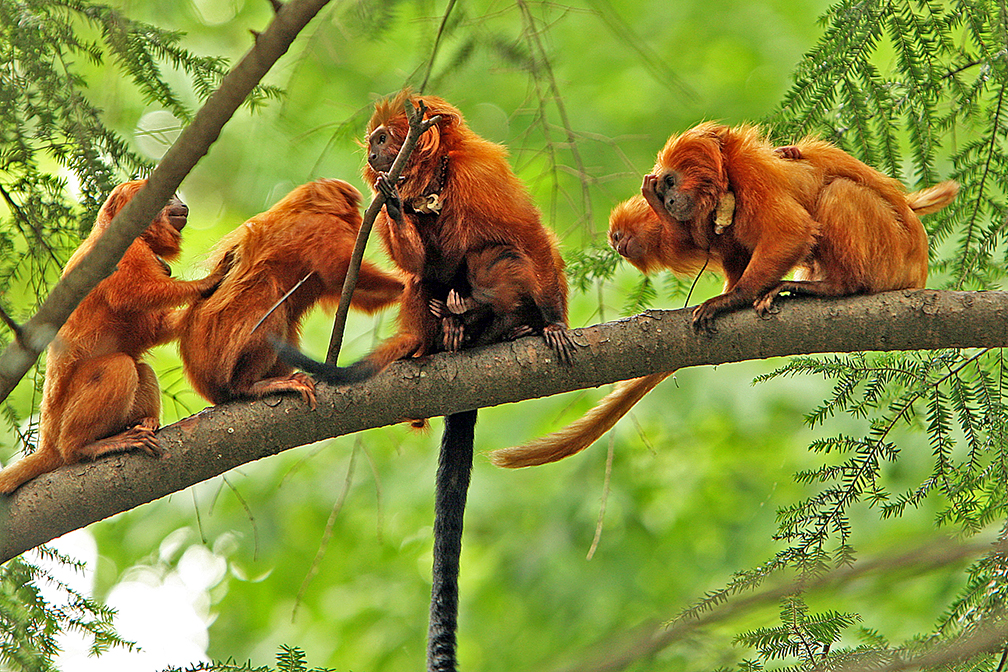
I gruppi comprendono tra 2 e 8 individui.

Il leontocebo rosalia è tradizionalmente considerato monogamo, ma alcuni studi indicano che la poliandria sia piuttosto frequente in natura (fino al 40%). mentre la poliginia risulta meno comune (circa 10%). Nel caso di poliginia, il gruppo di femmine comprende in genere la madre (individuo più anziano e dominante) e le figlie, mentre se le femmine non sono imparentate, la dominanza viene stabilita attraverso interazioni agonistiche. Nella poliandria, invece, si instaura una gerarchia tra i maschi, che competono per l'accoppiamento. Spesso si osservano due maschi, e quello dominante presenta concentrazioni plasmatiche di androgeni più alte. Curiosamente, se il maschio subordinato è parente del dominante, i suoi livelli di androgeni non si riducono, contrariamente a quanto avviene nei subordinati non imparentati.
La gerarchia maschile viene segnalata tramite marcature odorose, usate non tanto per delimitare il territorio quanto per evidenziare siti ricchi di risorse alimentari. Le femmine alfa impiegano questi segnali anche per comunicare con individui di altri gruppi, cosa che non si osserva nei maschi. I gruppi contano di solito da 2 a 8 individui, e ciascun membro tende a lasciarli con l'arrivo della maturità sessuale, spesso insieme a uno o due fratelli dello stesso sesso. Uscendo dal gruppo di origine, i maschi possono ottenere la dominanza in un'altra formazione se il maschio dominante precedente è venuto a mancare. Le femmine, invece, riescono a immigrare molto più di rado, e non sono solo le altre femmine a ostacolarle con persecuzioni e aggressioni, ma anche i maschi. Va inoltre sottolineato che l'inserimento di femmine «fluttuanti» in gruppi stabili risulta generalmente difficile, situazione che non si verifica invece con i maschi. D'altra parte, una femmina può ereditare la posizione di alfa dalla madre, condizione che favorisce la sua permanenza nel gruppo; questo non accade invece nei maschi, che non ereditano in automatico la dominanza. In generale, la presenza di risorse alimentari abbondanti sembra incoraggiare i gruppi poliginici, più comuni nelle foreste paludose, mentre la competizione tra femmine e le relative restrizioni verso i maschi influiscono in modo in modo decisivo sul sistema di accoppiamento.  Inoltre, i legami fra maschi tendono a essere più stabili rispetto a quelli fra femmine, favorendo la poliandria e un tipo di cura dei cuccioli condivisa tra i maschi.
Le dimensioni del territorio variano dai 21,3 ai 73 ettari nella Riserva biologica Poço das Antas, mentre nella Riserva biologica União la media è di circa 109,2 ettari (oscillando fra i 68 e i 217 ettari). Queste differenze dipendono probabilmente dalla diversa produttività dei due ambienti; nella Riserva biologica União, inoltre, si rileva una parziale sovrapposizione delle aree tra i vari gruppi. Si tratta comunque di territori tra i più ampi osservati nei callitrichidi, e pare che difenderli sia vantaggioso, visto che le risorse alimentari sono relativamente scarse. Questo spiegherebbe perché i gruppi trascorrano molto tempo nelle zone di confine, meno ricche di cibo, ma cruciali per prevenire intrusioni. Il sistema di accoppiamento (monogamia o poliginia) non sembra influenzare in modo significativo l'estensione del territorio, sebbene risulti più ampia quando il gruppo ospita femmine riproduttrici.

### Vocalizzazioni

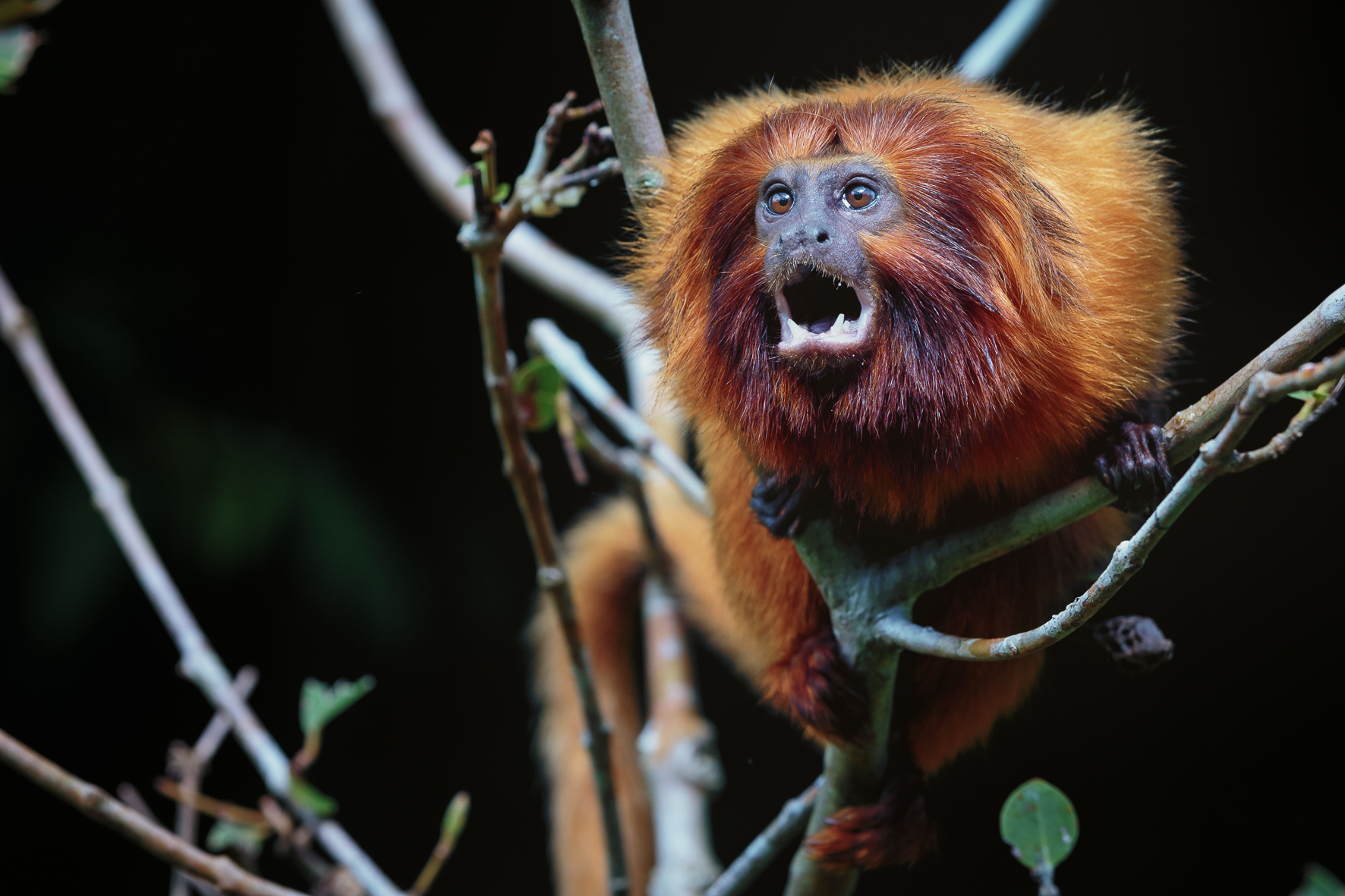
Un esemplare che vocalizza.

Le vocalizzazioni ricoprono un ruolo chiave nella comunicazione dei callitricidi, poiché l'ambiente in cui vivono riduce notevolmente la visibilità. Nel caso del leontocebo rosalia, tali vocalizzazioni risultano piuttosto complesse e si dividono in quattro categorie strutturali: «schiamazzi», «lamenti», «trilli» e suoni non tonali, dotati di componenti ultrasoniche. Non si osservano differenze d'uso legate a età, sesso o appartenenza a gruppi diversi.
Queste emissioni si presentano in contesti ecologici specifici, mentre solo poche avvengono durante gli incontri sociali. Gli «schiamazzi» si sentono soprattutto durante la ricerca di cibo; i «lamenti» accompagnano di frequente gli spostamenti collettivi o la vicinanza di altri gruppi; i «trilli» si associano ai momenti di salto. Si ritiene che molte di queste vocalizzazioni esprimano uno stato di eccitazione, come quando gli individui stanno per condividere il cibo. Esistono inoltre «richiami a lunga distanza», impiegati in contesti di difesa del territorio; analisi acustiche suggeriscono che si siano evoluti innanzitutto per la comunicazione interna al gruppo e solo in seguito siano stati utilizzati a fini territoriali.
La struttura di questi richiami differisce da quella delle altre specie di leontocebo, ma somiglia a quella del leontocebo dalla groppa rossa, caratterizzata da note piuttosto lunghe e di intensità relativamente bassa. Al contrario di quanto si riscontra in altri callitricidi, la maggior parte dei richiami emessi dal leontocebo rosalia può essere distinta tra esemplari maschi e femmine, fatta eccezione per i «trilli».

### Riproduzione

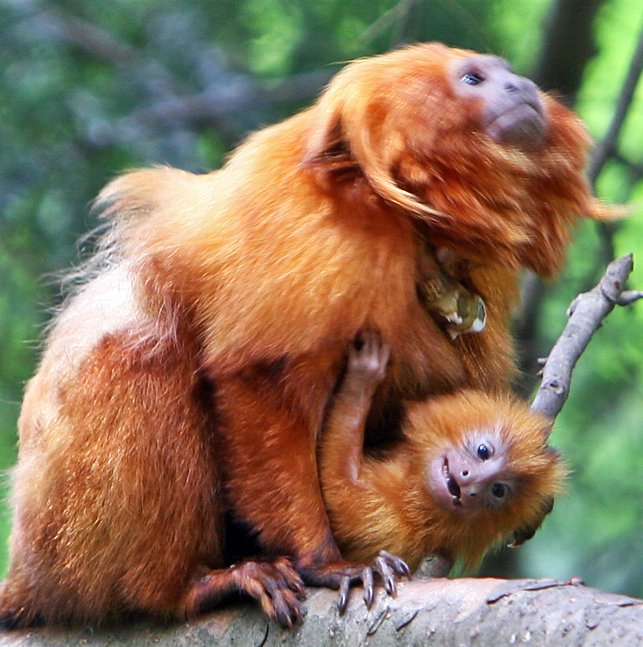
Le femmine hanno un periodo di estro post-parto.

Il leontocebo rosalia ha una gestazione di circa 129 giorni, calcolata in base all'intervallo tra l'accoppiamento e la nascita dei piccoli. Il ciclo estrale dura 19 giorni, il più breve tra i Callitricidi. Le femmine non mostrano segnali evidenti ai maschi del proprio periodo fertile, aspetto che sembra correlato ai sistemi di accoppiamento poliandrico o monogamico tipici di questi animali. È stato inoltre osservato che le coppie appena formate presentano un'attività sessuale da due a sei volte superiore rispetto a quelle stabili da più tempo, e in quei primi stadi la frequenza la frequenza degli accoppiamenti non appare necessariamente legata al ciclo ormonale della femmina.
L'età minima in cui le femmine possono riprodursi va dai 15 ai 20 mesi, sebbene di solito la prima cucciolata si abbia intorno ai 30 mesi; i maschi raggiungono la pubertà verso i 28 mesi. Di norma, solo la femmina dominante partorisce, inibendo l'estro delle altre femmine: le più giovani, che restano nel gruppo d'origine, non manifestano quindi il ciclo estrale. Un'ulteriore particolarità dei leontocebi è l'estro port-parto, un adattamento evolutivo che consente alla femmina di avere due nidiate consecutive nella stagione più piovosa, ottimizzando così le probabilità di sopravvivenza dei piccoli.
Durante il periodo dell'estro, i maschi tendono a perdere peso, probabilmente a causa sia della competizione per l'accoppiamento che dell'impegno nel prendersi pura della prole. In questo stesso periodo, i maschi dominanti mostrano livelli più alti di ormoni androgeni nel sangue, in linea con la cosiddetta «ipotesi della sfida». Nei gruppi poliandrici, di solito è il maschio dominante a monopolizzare la maggior parte degli accoppiamenti, sebbene in alcune circostanze tutti i maschi presenti si accoppino con la femmina riproduttrice. Risulta tuttavia più vantaggioso, per i maschi subordinati, restare all'interno del gruppo e attendere che il dominante muoia, aiutandolo intanto nell'allevamento dei cuccioli, piuttosto che cercare di inserirsi altrove. Questo dato indica che la stabilità dei gruppi con due maschi non dipende solo dall'incertezza sulla paternità. Infine, l'atto sessuale avviene, come in molti altri primati, con il maschio che monta la femmina (in appoggio sui quattro arti) e si regge al suo dorso, sostenendo le zampe posteriori su un ramo o un'altra superficie.

### Cure parentali
Di norma, i leontocebi rosalia partoriscono gemelli, mentre i parti trigemellari o con un solo cucciolo sono più rari. La riproduzione segue una certa stagionalità, con la maggior parte delle nascite tra agosto e febbraio nell'emisfero australe. In cattività, invece, per gli esemplari che vivono nell'emisfero nord, i piccoli nascono tra gennaio e giugno. Alla nascita, i cuccioli pesano in media 60 grammi, benché il valore possa variare; in cattività, tendono a essere più pesanti rispetto a quelli nati in natura, mentre quelli che nascono durante la stagione secca risultano generalmente più leggeri. In ogni caso, il tasso di mortalità infantile è elevato sia in libertà che in cattività.

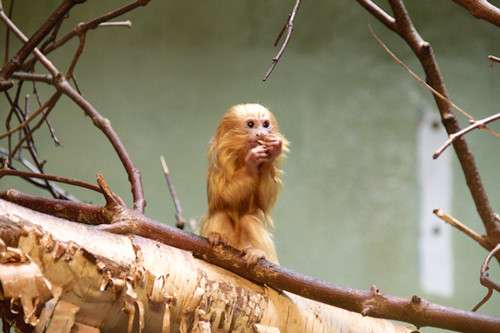
Un giovane esemplare.

Tutti i membri del gruppo contribuiscono alla cura dei piccoli, ma gli adulti maschi forniscono il supporto principale, soprattutto in cattività. Nelle prime tre settimane di vita, il cucciolo viene portato dalla madre, dopodiché, nella maggior parte dei casi, passa sotto la responsabilità del maschio, che lo riconsegna alla femmina soltanto per l'allattamento. Sebbene in gruppi poliandrici tutti i maschi aiutino nella cura, il padre biologico è di solito il maschio dominante. È stato tuttavia osservato che, in rare occasioni, i cuccioli non appartengono a nessun maschio del gruppo, prova dell'esistenza di accoppiamenti esterni o persino di adozione, anche in natura.
Durante il periodo di accudimento da parte dei maschi, la concentrazione di androgeni nel sangue cala, in contrasto con l'aumento osservato nella fase di accoppiamento. Inoltre, la presenza di più individui (i cosiddetti helpers) risulta essenziale alla sopravvivenza dei cuccioli: i gruppi con più di un maschio tendono a produrre un numero maggiore di piccoli rispetto a quelli con un solo maschio. È anche raro che una femmina allevi i figli senza partner. Questi elementi possono spiegare la bassa incidenza di poliginia nei leontocebi dorati: la presenza di diverse femmine fertili ridurrebbe l'apporto di cure parentali maschili a ciascuna di esse, mentre la poliandria si traduce in un maggior supporto per la prole. Di fatto, i gruppi poliandrici allevano mediamente più cuccioli di quelli poliginici. I giovani diventano progressivamente indipendenti e, verso la dodicesima settimana, quasi non vengono più trasportati dagli adulti del gruppo.

## Conservazione

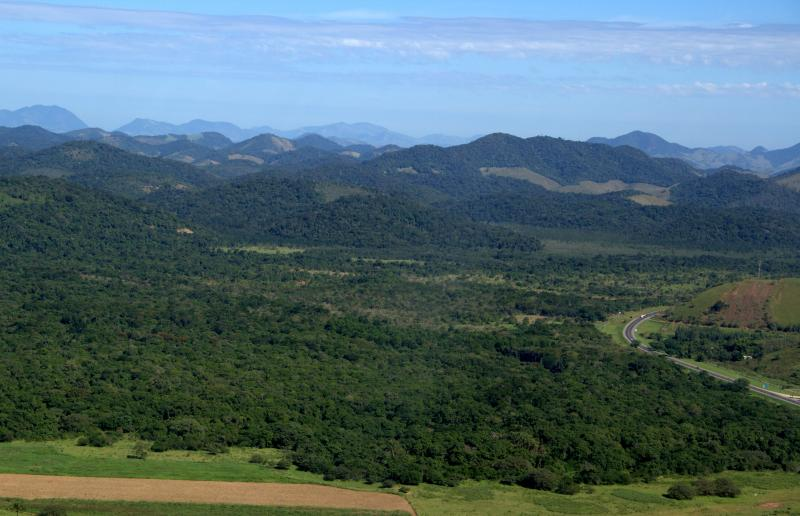
La Riserva biologica Poço das Antas riveste un'importanza cruciale per il leontocebo rosalia.

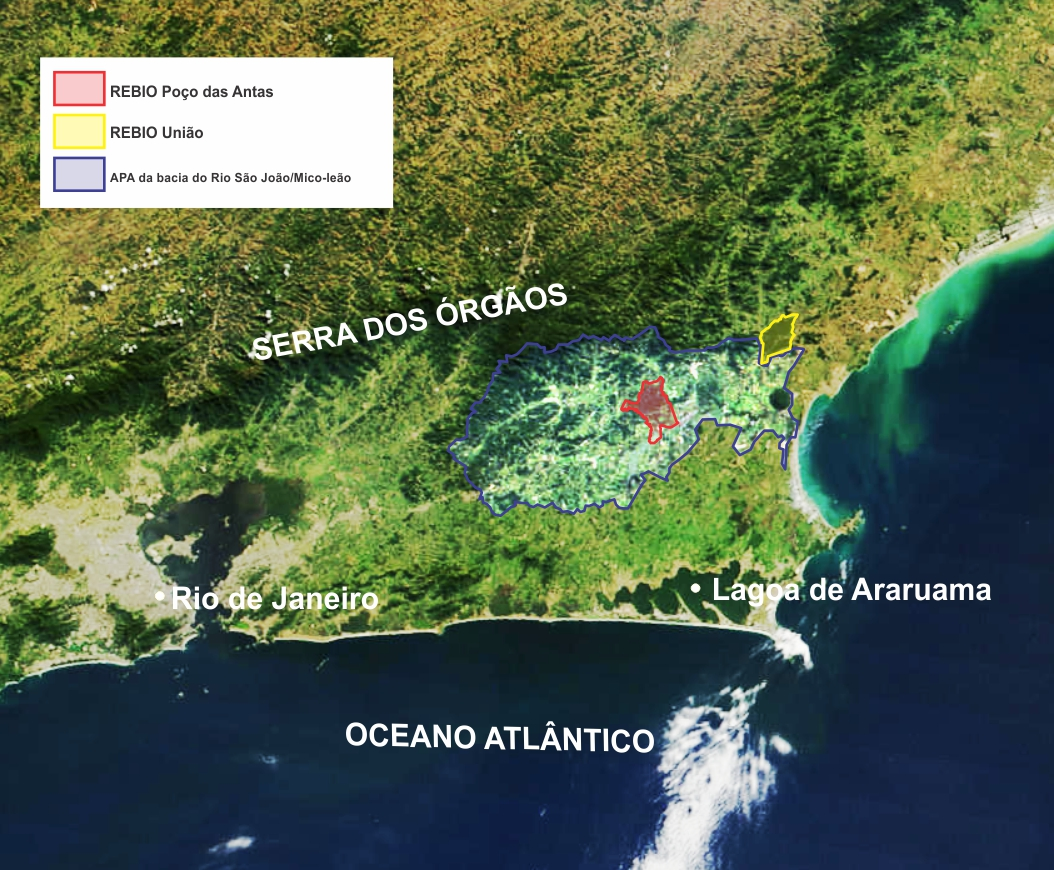
Immagine satellitare che mostra l'estensione delle due principali aree protette per la conservazione del leontocebo rosalia.

Il leontocebo rosalia è classificato come specie in pericolo sia dall'Unione internazionale per la conservazione della natura (IUCN) che dall'Istituto Chico Mendes per la conservazione della biodiversità (ICMBio). Attualmente la sua distribuzione geografica è estremamente limitata (154 km²), ma grazie ai progetti di riproduzione e reintroduzione in natura la popolazione si aggira intorno ai 3200 esemplari. Il nucleo principale (circa 500 individui) abita la Riserva biologica Poço das Antas e alcuni frammenti forestali limitrofi nel bacino del fiume São João, mentre nella Riserva biologica União vive una popolazione reintrodotta di poco più di 120 animali, prossima alla capacità massima di 158 individui.
La frammentazione e la distruzione dell'habitat, alimentate da disboscamento, agricoltura, allevamento e commercio illegale di animali selvatici, hanno condotto a un drastico declino del leontocebo rosalia, in particolare negli anni '60. L'attuale habitat è costituito da aree forestali isolate, di cui poche superano i 1000 ettari, rendendo difficoltose le azioni di tutela. Una minaccia ulteriore è rappresentata dalla presenza di specie alloctone come lo uistitì dai pennacchi bianchi e lo uistitì dai pennacchi neri, o addirittura del leontocebo dalla testa dorata, introdotto vicino a Niterói e potenzialmente in grado di competere e ibridarsi con il lentocebo rosalia.
Sebbene i risultati dei progetti di reintroduzione siano incoraggianti, la distruzione degli habitat privi di protezione continua. Poiché la maggior parte dei rimanenti frammenti forestali si trova su terreni privati, la creazione di riserve private rientra in una più ampia strategia per raggiungere il traguardo di 25000 ettari di foreste protette per questa specie. Oltre a interventi di rimboschimento, fondamentali per collegare i frammenti, è stata istituita l'Area di protezione ambientale (APA) Bacia do rio São João/Mico-leão-dourado, che si estende per 150700 ettari e punta a regolamentare l'uso del suolo. Tuttavia, soltanto le riserve biologiche Poço das Antas e União contribuiscono in modo significativo all'obiettivo dei 25000 ettari protetti. Nell'attesa di realizzare veri e propri corridoi ecologici, si è dimostrata efficace la traslocazione dei gruppi di leontocebo rosalia da un frammento forestale all'altro, per ripopolare le aree in cui la specie si era estinta.
La sensibilizzazione e l'educazione ambientale rappresentano un pilastro fondamentale per la conservazione, poiché favoriscono la collaborazione delle comunità locali. Organizzazioni non governative, come SOS Mata Atlântica e Associação Mico-Leão-Dourado, hanno svolto un ruolo cruciale nell'informare e coinvolgere l'opinione pubblica, impiegando soprattutto mezzi televisivi e radiofonici per sottolineare la necessità di salvaguardare il leontocebo rosalia e l'intera Mata Atlântica. Un altro aspetto importante è l'adozione di pratiche agroforestali più sostenibili, integrate con la tutela degli ultimi frammenti di foresta e, di conseguenza, di questa specie in pericolo.

### Storia della conservazione
Nel 1969 si scoprì che nella Mata Atlântica rimanevano meno di 150 esemplari di leontocebo rosalia, dato che il declino maggiore era stato registrato tra il 1965 e il 1970. Grazie al lavoro del biologo Adelmar Coimbra-Filho, negli anni '70 la comunità scientifica iniziò a interessarsi alla conservazione di questa specie, circostanza che portò alla creazione della Reserva biologica Poço das Antas e a un programma di riproduzione in cattività di grande successo. Prima di quel periodo, lo stesso Coimbra-Filho si era battuto per la salvaguardia di un'area di 400 km² presso Poço D'Anta, nei dintorni del fiume Iguape, al fine di mantenere una popolazione stabile di leontocebi. Tuttavia, tale progetto di conservazione non andò in porto e la zona fu disboscata.
Nel 1975, la specie venne inserita nell'Appendice I della CITES, riservata agli animali in pericolo di estinzione e minacciati dal traffico illegale. Dal 1982 è classificata come «in pericolo» dalla IUCN, e nel 1984 lo Smithsonian National Zoological Park e il World Wide Fund for Nature, tramite l'Associação Mico-Leão-Dourado, avviarono un programma di reintroduzione in 140 zoo. Nonostante il successo del progetto, nel 1996 la IUCN aggiornò la specie a «in pericolo critico»; in seguito, nel 2000, il leontocebo rosalia fu inserito nella prima lista dei «25 primati più minacciati al mondo», ma ne venne escluso nelle pubblicazioni successive, grazie ai considerevoli sforzi di conservazione.
Nel 2003, la creazione di una nuova popolazione nella Riserva biologica União consentì di ridurre lo stato di conservazione a «in pericolo», pur mettendo in guardia sull'elevato grado di frammentazione dell'habitat, che limita l'espansione territoriale della specie. Molte altre reintroduzioni hanno avuto esito positivo e, con il tempo, si sta cercando di collegare le popolazioni rimaste. Nonostante l'emergere di nuovi problemi, tra cui l'ingresso di specie esotiche di primati nel suo areale, la conservazione del leontocebo rosalia, avviata oltre 30 anni fa, è oggi considerata un successo, e si ritiene che entro il 2025 la specie non sarà più a rischio di estinzione immediata. L'ultimo censimento, che ha rilevato 3200 esemplari allo stato selvatico, rafforza tale ipotesi, poiché questa popolazione appare sufficiente a garantire la sopravvivenza della specie.

### Popolazione in cattività e reintroduzioni
Le popolazioni di leontocebo rosalia in cattività sono gestite a livello globale dal 1973. Negli anni '80 si contavano circa 550 individui; dopo varie reintroduzioni, nel 2001 ne erano rimasti 489, distribuiti in 143 zoo di 29 Paesi, e la consistenza attuale si mantiene stabile. Il livello di endogamia risulta accettabile, ma la diversità genetica degli animali in cattività non è molto elevata.

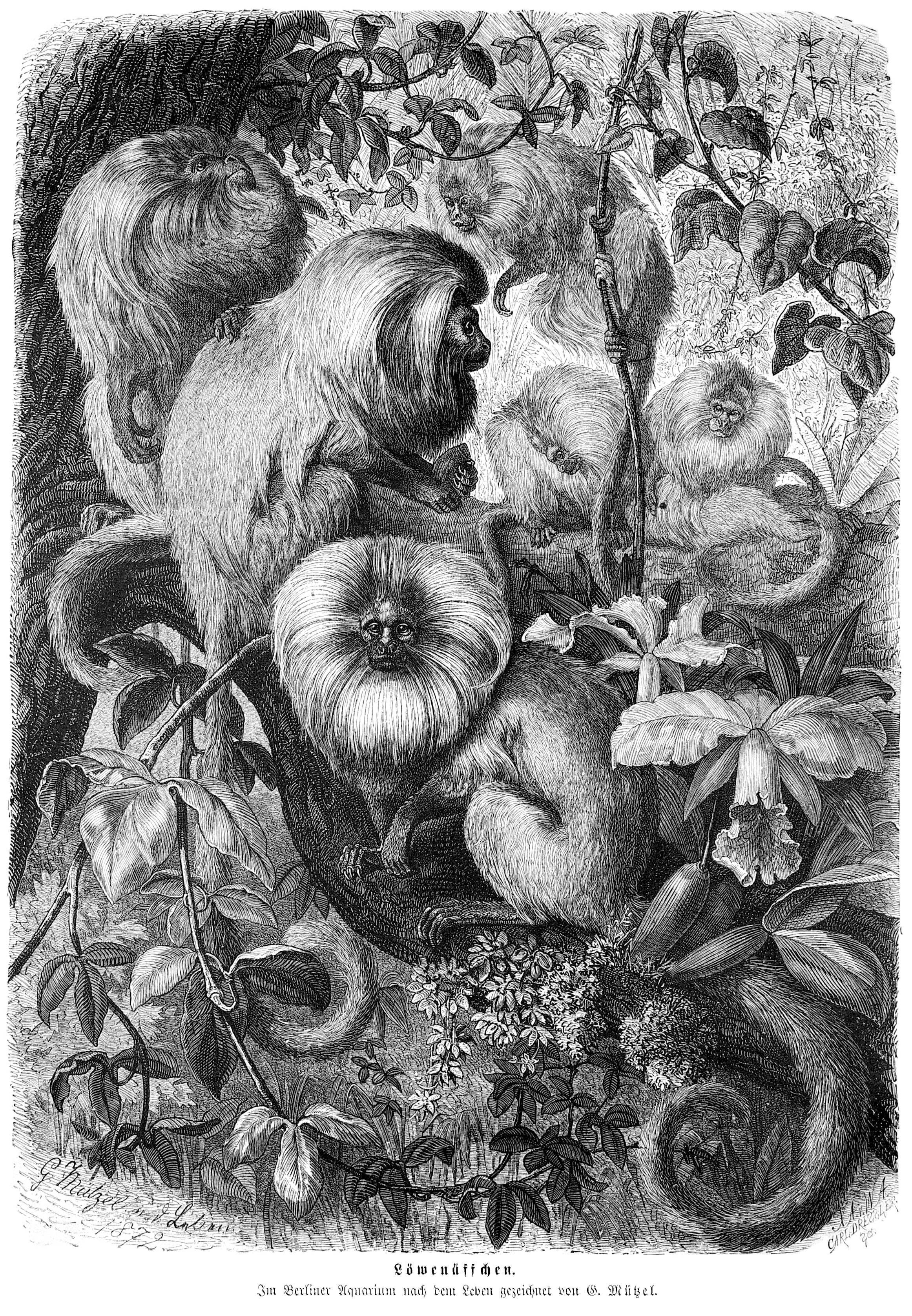
Già prima del XX secolo il leontocebo rosalia veniva raffigurato dagli artisti, trattandosi di una specie molto apprezzata dall'aristocrazia.

Il programma di reintroduzione ha avuto inizio nel 1984 e, degli attuali mille esemplari presenti in natura, circa 360 derivano da rilasci successivi. Le operazioni di reintroduzione sono state effettuate con successo in 21 fattorie del bacino del fiume São João. Tuttavia, la forte frammentazione dell'habitat ostacola il ritorno in libertà e la traslocazione degli esemplari, e la predazione causa perdite significative tra quelli reintrodotti.
La gestione dei soggetti nati in cattività e poi rilasciati si fonda sul concetto di «metapopolazione»: gli animali vengono periodicamente spostati tra i frammenti forestali e tra diversi zoo a livello mondiale, in modo da evitare l'isolamento delle popolazioni e preservare la variabilità genetica necessaria alla loro sopravvivenza a lungo termine.

## Importanza culturale
Il leontocebo rosalia, animale carismatico, in passato era molto ricercato come animale da compagnia, rappresentando per lungo tempo una seria minaccia per la sua sopravvivenza a causa del traffico illegale: secondo Adelmar Coimbra-Filho, negli anni '60 un solo individuo riuscì a catturarne 300 in un quinquennio. La sua prima descrizione da parte degli europei risale al 1519, quando padre Antonio Pigafetta parlò di «piccoli, bellissimi gatti simili a leoni ma gialli». Per via dell'aspetto singolare e del pelo appariscente, ebbe grande successo tra gli aristocratici del XVI e XVII secolo, comparendo spesso in dipinti dell'epoca.
Oggi è diventato il simbolo della conservazione dell'intera Mata Atlântica e, in generale, della tutela ambientale, sia in Brasile che nel resto del mondo. È infatti una delle principali «specie bandiera» per la protezione di questo bioma fortemente frammentato, accanto al murichi, ed è anche considerato un emblema del Brasile stesso (raffigurato, tra l'altro, sulla banconota da venti real), e fu candidato a mascotte dei Mondiali di calcio del 2014.

### Annotazioni
1. ↑  Il termine mico-leão si riferisce a tutte le specie appartenenti al genere Leontopithecus.[3]
2. ↑  Il leontocebo dalla testa nera è stato descritto solo nel 1990 e, di conseguenza, non rientrava nella classificazione proposta da Hershkovitz (1977).[5][7]
3. ↑  La poliandria, in molte circostanze, si manifesta con un solo maschio riproduttore e alcuni «aiutanti», piuttosto che con tutti i maschi del gruppo che si accoppiano con la femmina (poliandria «tipica»). In questo caso, da un punto di vista genetico, si ha di fatto un sistema monogamico, poiché esistono un'unica femmina e un unico maschio effettivamente riproduttori.[55]
4. ↑  Si definiscono individui fluttuanti quegli esemplari che hanno lasciato un gruppo ma non si sono ancora uniti a un altro.[60]
5. ↑  Il termine monoginia, in questo contesto, indica semplicemente che i maschi si accoppiano con una sola femmina, sia nel caso di monogamia che in quello di poliandria. Non corrisponde pertanto a un sistema di accoppiamento propriamente detto.[60]
6. ↑  I richiami a lunga distanza differiscono da quelli di tutte le altre specie di leontocebo e potrebbero corroborare ulteriormente l'ipotesi che si tratti di specie distinte.[64]

### Fonti
1. 1 2 3 4 5 6 7  (EN) Ruiz-Miranda, C.R., Pissinatti, A., Kierulff, M.C.M., Oliveira, L.C., Mittermeier, R.A., Valença-Montenegro, M.M., de Oliveira, P. & Jerusalinsky, L. 2021, Leontopithecus rosalia, su IUCN Red List of Threatened Species, Versione 2020.2, IUCN, 2020.
2. 1 2 3  (PT) P. Auricchio, Gênero Leontopithecus, in Primatas do Brasil, San Paolo (Brasile), Terra Brasilis Comércio de Material didático e Editora LTda - ME, 1995,  pp. 168, ISBN 85-85712-01-5.
3. 1 2 3 4   A. B. H. Ferreira, Novo Dicionário da Língua Portuguesa, 2ª ed., Rio de Janeiro, Nova Fronteira, 1986,  p. 1131.
4. 1 2 3 4 5  (PT) A. B. Rylands, J. J. Mallinson, D. G. Kleiman, A. F. Coimbra-Filho, R. A. Mittermeier, I. G. Câmara, C. B. Valladares-Pádua e M. I. Bampi, História da pesquisa e da conservação do mico-leão, in D. G. Kleiman e A. B. Rylands (a cura di), Micos-leões: Biologia e conservação, Brasilia, Ministério do Meio Ambiente, 2008,  pp. 23-69.
5. 1 2 3 4   A. B. Rylands e R. A. Mittermeier, The Diversity of the New World Primates (Platyrrhini): An Annotated Taxonomy, in P. A. Garber, A. Estrada, J. C. Bicca-Marques, E. W. Heymann e K. B. Strier (a cura di), South American Primates: Comparative Perspectives in the Study of Behavior, Ecology, and Conservation, 3ª ed., New York, Springer, 2009,  pp. 23-54, ISBN 978-0-387-78704-6.
6. 1 2  (EN) D.E. Wilson e D.M. Reeder, Leontopithecus rosalia, in Mammal Species of the World. A Taxonomic and Geographic Reference, 3ª ed., Johns Hopkins University Press, 2005, ISBN 0-8018-8221-4.
7. 1 2 3 4  (PT) H. N. Seuánez, A. di Fiore, M. A. Moreira, C. A. S. Almeida e F. C. Canavez, Genética e Evolução dos mico-leões, in D. G. Kleiman e A. B. Rylands (a cura di), Micos-leões: Biologia e conservação, Brasilia, Ministério do Meio Ambiente, 2008,  pp. 165-186.
8. ↑   I. Horovitz e A. Meyer, Systematics of New World Monkeys (Platyrrhini, Primates) Based on 16S Mitochondrial DNA Sequences: A Comparative Analysis of Different Weighting Methods in Cladistic Analysis (PDF), in Molecular Phylogenetics and Evolution, vol. 4, n. 4, 1995,  pp. 448-456.
9. ↑   L. Forman, D. G. Kleiman, R. M. Bush, J. M. Dietz, J. D. Ballou, L. G. Phullips et al., Genetic variation within and among Lion Tamarins, in American Journal of Physical Anthropology, vol. 71, 1986,  pp. 1-11, DOI:10.1002/ajpa.1330710102.
10. ↑   N. Mundy e J. Kelly, Phylogeny of lion tamarins (Leontopithecus spp) based on interphotoreceptor retinol binding protein intron sequences, in American Journal of Primatology, vol. 54, n. 1, 2001,  pp. 33-40, DOI:10.1002/ajp.1010.
11. ↑   B. M. Perez-Sweeney, The molecular systematics of Leontopithecus, population genetics of L. chrysopygus and the contribution of these two sub-fields to the conservation of L. chrysopygus, New York, Columbia University, 2002.
12. ↑  Chatterjee et al., 2009.
13. 1 2   B. M. Perez-Sweeney et al., Examination of the Taxonomy and Diversification of Leontopithecus using the Mitochondrial Control Region, in International Journal of Primatology, vol. 29, n. 1, 2008,  pp. 245-263, DOI:10.1007/s10764-007-9224-7, ISSN 1573-8604 (WC · ACNP).
14. 1 2 3 4 5 6 7 8 9 10 11 12 13 14 15 16 17   D. G. Kleiman, Leontopithecus rosalia (PDF), in Mammalian Species, vol. 148, 1981,  pp. 1-7.
15. 1 2 3 4 5 6 7 8 9 10 11   D. G. Kleiman, R. J. Hoage e K. M. Green, The Lion Tamarins, Genus Leontopithecus. Em Mittermeier, R.A.(ed) Ecology and Behavior of Neotropical Primates - Volume 2, Washington D.C., World Wildlife Fund, 1988,  pp. 299-347.
16. 1 2   J. M. Dietz, A. J. Baker e T. D. Allendorf, Correlates of molt in golden lion tamarins (Leontopithecus rosalia), in American Journal of Primatology, vol. 36, n. 4, 1995,  pp. 277-284, DOI:10.1002/ajp.1350360403.
17. 1 2 3 4 5   K. A. Cawthon Lang, Primate Factsheets: Golden lion tamarin (Leontopithecus rosalia) Taxonomy, Morphology, & Ecology, su pin.primate.wisc.edu, Primate Info Net, 2010. URL consultato il 2 ottobre 2012.
18. 1 2 3   S. D. Thompson, M. Power, C. E. Rutledge e D. G. Kleiman, Energy Metabolism and Thermoregulation in the Golden Lion Tamarin (Leontopithecus rosalia) (PDF), in Folia Primatologica, vol. 63, 1994,  pp. 131-143.
19. 1 2   T. D. Smith, K. B. Bhatnagar, C. J. Bonar, K. Shimp, M. P. Mooney e M. Siegel, Ontogenetic Characteristics of the Vomeronasal Organ in Saguinus geoffroyi and Leontopithecus rosalia, With Comparisons to Other Primates (PDF), in American Journal of Primatology, vol. 121, n. 4, 2002,  pp. 342-353, DOI:10.1002/ajpa.10165.
20. 1 2   M. Porto, A. Pissinatti, C. H. Burity, R. Tortelly e L. Pissinatti, Morphological description of the clitoris from the Leontopithecus rosalia (Linnaeus, 1766), Leontopithecus chrysomelas (Kuhl, 1820) and Leontopithecus chrysopygus (Mikan, 1823)(Primates, Platyrrhini, Callitrichidae), in Annals of the National Academy of Medicine, vol. 180, n. 2, 2010,  pp. 1-9. URL consultato il 7 febbraio 2013 (archiviato dall'url originale il 4 marzo 2016).
21. ↑   J. César e J. C. Bicca-Marques, Hand specialization, sympatry, and mixed-species associations in callitrichines, in Journal of Human Evolution, vol. 36, n. 4, 1999,  pp. 349-378.
22. ↑   M. W. Hamrick, <113::AID-AJPA2>3.0.CO;2-R Functional and adaptive significance of primate pads and claws: Evidence from New World anthropoids, in American Journal of Physical Anthropology, vol. 106, n. 2, 1998,  pp. 113-127, DOI:10.1002/(SICI)1096-8644(199806)106:2<113::AID-AJPA2>3.0.CO;2-R.
23. ↑   A. L. Rosenberger e A. F. Coimbra-Filho, Morphology, Taxonomic Status and Affinities of the Lion Tamarins, Leontopithecus (Callitrichinae, Cebidae), in Folia Primatologica, vol. 42, n. 3-4, 1984,  pp. 149-179, DOI:10.1159/000156159.
24. ↑   C. H. F. Burity et al., <185::AID-AJP2>3.0.CO;2-7 Cranial and mandibular morphometry in Leontopithecus lesson, 1840 (Callitrichidae, Primates), in American Journal of Primatology, vol. 48, n. 3, 1999,  pp. 185-196, DOI:10.1002/(SICI)1098-2345(1999)48:3<185::AID-AJP2>3.0.CO;2-7.
25. 1 2   C. H. de Freitas Burity, C. A. Mandarim-de-Lacerda e A. Pissinatti, Craniometric sexual dimorphism in Leontopithecus Lesson, 1840 (Callitrichidae, Primates), in Primates, vol. 38, n. 1, 1997,  pp. 101-108, DOI:10.1007/BF02385926, ISSN 1610-7365 (WC · ACNP).
26. 1 2 3   K. E. Byrd, Sequences of Dental  Ontogeny and Callitrichid Taxonomy, in Primates, vol. 22, n. 1, 1981,  pp. 103-118, DOI:10.1007/BF02382561, ISSN 1610-7365 (WC · ACNP).
27. ↑   J. Michael Plavcan e A. M. Gomez, Dental scaling in the Callitrichinae, in International Journal of Primatology, vol. 14, n. 1, 1993,  pp. 177-192, DOI:10.1007/BF02196511, ISSN 1573-8604 (WC · ACNP).
28. ↑   E. Kanazawa e A. L. Rosenberger, Interspecific allometry of the mandible, dental arch, and molar area in anthropoid primates: functional morphology of masticatory components, in Primates, vol. 30, n. 4, 1989,  pp. 543-560, DOI:10.1007/BF02380880, ISSN 1610-7365 (WC · ACNP).
29. 1 2 3   C. Y. Nagamachi, J. C. Pieczarka, M. Schwarz, R. Barros e M. S. Mattevi, <265::AID-AJP6>3.0.CO;2-V Chromosomal similarities and differences between tamarins, Leontopithecus and Saguinus (Platyrrhini, Primates), in American Journal of Primatology, vol. 43, n. 3, 1997,  pp. 265-276, DOI:10.1002/(SICI)1098-2345(1997)43:3<265::AID-AJP6>3.0.CO;2-V.
30. ↑   C. Y. Nagamachi, J. C. Pieczarka, J. A. Muniz, R. Barros e M. S. Mattevi, <133::AID-AJP5>3.0.CO;2-6 Proposed chromosomal phylogeny for the South American primates of the Callitrichidae family (Platyrrhini), in American Journal of Primatology, vol. 49, n. 2, 1999,  pp. 133-152, DOI:10.1002/(SICI)1098-2345(199910)49:2<133::AID-AJP5>3.0.CO;2-6.
31. 1 2 3   A. D. Grativol, J. D. Ballou e R. C. Fleischer, Microsatellite variation within and among recently fragmented populations of the golden lion tamarin (Leontopithecus rosalia) (PDF), in Conservation Genetics, vol. 2, n. 1, 2001,  pp. 1-9, DOI:10.1023/A:1011543401239, ISSN 1572-9737 (WC · ACNP).
32. 1 2 3 4 5  (PT) A. B. Rylands, M. C. M. Kierulff e L. P. S. Pinto, Distribuição e status dos mico-leões, in D. G. Kleiman e A. B. Rylands (a cura di), Micos-leões: Biologia e conservação, Brasilia, Ministério do Meio Ambiente, 2008,  pp. 69-105.
33. 1 2 3 4 5 6 7   A. F. Coimbra-Filho e R. A. Mittermeier, Distribution and Ecology of the Genus Leontopithecus Lesson, 1840 in Brazil (PDF), in Primates, vol. 14, n. 1, 1973,  pp. 47-66. URL consultato il 2 ottobre 2012 (archiviato dall'url originale il 27 settembre 2013).
34. 1 2  (PT) M. C. M. Kierulf et al., Passado, presente e futuro do mico-leão-dourado e de seu hábitat (PDF), in C. Galindo-Leal e I. G. Câmara (a cura di), Mata Atlântica: Biodiversidade, Ameaças e Perspectivas, Belo Horizonte, SOS Mata Atlântica e Conservação Internacional, 2005,  pp. 95-103, ISBN 85-98946-02-8. URL consultato il 4 ottobre 2012 (archiviato dall'url originale il 14 novembre 2010).
35. 1 2 3 4   M. C. Kierulf e A. Rylands, Census and Distribution of the Golden Lion Tamarin (Leontopithecus rosalia), in American Journal of Primatology, vol. 59, n. 1, 2003,  pp. 29-44, DOI:10.1002/ajp.10064.
36. ↑   C. H. Burity et al., Golden lion tamarins, Leontopithecus rosalia (Linnaeus, 1766, in the Taquara Municipal Natural Park (Duque de Caxias, RJ): A southern extension of the known range, in Neotropical Primates, vol. 14, n. 1, 2007,  pp. 30-31, DOI:10.1896/044.014.0107.
37. 1 2 3 4 5   P. Snyder, Behavior of Leontopithecus rosalia (Golden lion Marmoset) and Related Species:A Review, in Journal of Human Evolution, vol. 3, 1974,  pp. 109-122, DOI:10.1016/0047-2484(74)90194-8.
38. 1 2 3 4   M. C. M. Kierulff, B. E. Raboy, P. P. de Oliveira, K. Miller, F. C. Passos e F. Prado, Behavioral ecology of lion tamarins, in D. G. Kleiman e A. B. Rylands (a cura di), Lion tamarins: biology and conservation, Washington DC, Smithsonian Inst Press, 2002,  pp. 157-187, ISBN 978-158834-072-6.
39. 1 2 3 4 5 6 7 8 9 10 11 12 13   J. M. Dietz, C. Peres e L. Pinder, Foraging Ecology and Use of Space in Wild Golden Lion Tamarins (Leontopithecus rosalia) (PDF), in American Journal of Primatology, vol. 41, n. 4, 1997,  pp. 289-305, DOI:10.1002/(SICI)1098-2345(1997)41:4<289::AID-AJP2>3.0.CO;2-T.
40. 1 2 3 4 5 6 7  (PT) P. P. Oliveira, M. C. M. Kierulff e M. J. Lapenta, Dieta e área de uso de micos-leões-dourados na Reserva Biológica União, RJ (PDF), in P. P. de Oliveira, A. D. Grativol e C. R. R. Miranda (a cura di), Conservação do Mico-leão-dourado: Enfrentando os desafios de uma paisagem fragmentada, Campos de Goytacazes, Universidade Estadual do Norte Fluminense Darcy Ribeiro, 2008,  pp. 40-57, ISBN 978-85-89479-11-0.
41. ↑   C. D. Rathbun, Description and Analysis of the Arch Display in the Golden Lion Tamarin, Leontopithecus rosalia rosalia, in Folia Primatologica, vol. 32, n. 1-2, 1979,  pp. 125-148, DOI:10.1159/000155908.
42. 1 2 3   B. J. Inglett, J. A. French, L. G. Simmons e K. W. Vires, Dynamics of intrafamily aggression and social reintegration in lion tamarins, in Zoo Biology, vol. 8, n. 1, 1989,  pp. 67-78, DOI:10.1002/zoo.1430080109.
43. 1 2   E. W. Heymann, Marmosets, tamarins, and Goeldi’s monkey, in M. Hutchins, D. G. Kleiman, V. Geist e M. C. McDade (a cura di), Grzimek’s Animal Life Encyclopedia - Volume 14, Mammals III, 2ª ed., Gale, 2004,  pp. 115-135, ISBN 0-7876-5790-5.
44. 1 2 3 4 5   B. B. Beck et al., Losses and reproduction in reintroduced golden lion tamarins Leontopithecus rosalia (PDF), in Dodo, Journal of Jersey Wildlife Preservation Trust, vol. 27, 1991,  pp. 50-61.
45. 1 2   S. P. Franklin, S. J. Hankerson, A. J. Baker e J. M. Dietz, Golden lion tamarin sleeping‐site use and pre‐retirement behavior during intense predation, in American Journal of Primatology, vol. 69, n. 3, 2006,  pp. 325-335, DOI:10.1002/ajp.20340.
46. 1 2 3   N. Wilson, J. M. Dietz e J. O. Whitaker, Ectoparasitic Acari found on golden lion tamarins (Leontopithecus rosalia rosalia) from Brazil (PDF), in Journal of Wildlife Diseases, vol. 25, n. 3, 1989,  pp. 433-435, ISSN 0090-3558 (WC · ACNP).
47. ↑   M. L. Goff, J. O. Whitaker Jr e J. M. Dietz, A new species of Microtrombicula (Acari: Trombiculidae) from the golden lion tamarin in Brazil, in International Journal of Acarology, vol. 12, n. 3, 1986,  pp. 171-173, DOI:10.1080/01647958608683460.
48. ↑   J. M. Dietz, L. M. Goff e J. O. Whitaker, The genus Speleocola (Acari: Trombiculidae), with description of a new species from Brazil and a key to the species, in Journal of Medical Entomology, vol. 24, n. 2, 1987,  pp. 198-200. URL consultato il 28 febbraio 2013 (archiviato dall'url originale il 14 gennaio 2015).
49. 1 2   R. V. Monteiro, J. M. Dietz, B. B. Beck, A. J. Baker, A. Martins e A. M. Jansen, Prevalence and intensity of intestinal helminths found in free-ranging golden lion tamarins (Leontopithecus rosalia, Primates, Callitrichidae) from Brazilian Atlantic forest, in Veterinary parasitology, vol. 145, n. 1, 2007,  pp. 77-85, DOI:10.1016/j.vetpar.2006.12.004.
50. ↑   C. V. Lisboa, J. Dietz, A. J. Baker, N. N. Russel e A. M. Jansen, Trypanosoma cruzi infection in Leontopithecus rosalia at the Reserva Biológica de Poço das Antas, Rio de Janeiro, Brazil, in Memórias do Instituto Oswaldo Cruz, vol. 95, n. 4, 2000,  pp. 445-452, DOI:10.1590/S0074-02762000000400002, ISSN 0074-0276 (WC · ACNP).
51. 1 2   C. V. Lisboa, R. H. Mangia, N. R. C. de Lima, A. Martins, J. Dietz, A. J. Baker e A. M. Jansen, Distinct patterns of Trypanosoma cruzi infection in Leontopithecus rosalia in distinct Atlantic coastal rainforest fragments in Rio de Janeiro–Brazil, in Parasitology, vol. 129, n. 6, 2004,  pp. 703-711, DOI:10.1017/S0031182004005918.
52. 1 2  (PT) A. Pissinatti, R. J. Montali e F. Simon, Doenças em Micos-Leões, in D. G. Kleiman e A. B. Rylands (a cura di), Micos-leões: Biologia e conservação, Brasilia, Ministério do Meio Ambiente, 2008,  pp. 340-359.
53. 1 2   M. J. Lapenta, P. Procópio-de-Oliveira, M. C. M. Kierulff e J. C. Motta-Junior, Frugivory and seed dispersal of golden lion tamarin (Leontopithecus rosalia (Linnaeus, 1766)) in a forest fragment in the atlantic Forest, Brazil (PDF), in Brazilian Journal of Biology, vol. 68, n. 2, 2008,  pp. 241-249, DOI:10.1590/S1519-69842008000200004.
54. ↑   M. J. Lapenta e P. Procópio-de-Oliveira, Some aspects of seed dispersal effectiveness of golden lion tamarins (Leontopithecus rosalia) in a Brazilian Atlantic Forest (PDF), in Tropical Conservation Science, vol. 1, n. 2, 2008,  pp. 122-139, ISSN 1940-0829 (WC · ACNP).
55. 1 2 3 4 5 6 7 8   A. J. Baker, J. M. Dietz e D. G. Kleiman, Behavioural evidence for monopolization of paternity in multi-male groups of golden lion tamarins, in Animal Behavior, vol. 46, n. 6, 1993,  pp. 1091-1103, DOI:10.1006/anbe.1993.1299.
56. 1 2 3 4 5 6 7 8 9   J. M. Dietz e A. J. Baker, Polygyny and femalere productive success in golden lion tamarins, Leontopithecus rosalia, in Animal Behavior, vol. 46, n. 6, 1993,  pp. 1067-1078, DOI:10.1006/anbe.1993.129.
57. 1 2 3   K. L. Bales, J. A. French, J. McWilliams, R. A. Lake e J. M. Dietz, Effects of social status, age, and season on androgen and cortisol levels in wild male golden lion tamarins (Leontopithecus rosalia) (PDF), in Hormones and behavior, vol. 49, n. 1, 2006,  pp. 88-95, DOI:10.1016/j.yhbeh.2005.05.006.
58. 1 2 3   K. E. Miller, K. Laszlo e J. M. Dietz, The role of scent marking in the social communication of wild golden lion tamarins, Leontopithecus rosalia (PDF), in Animal Behavior, vol. 64,  pp. 000-000, DOI:10.1006/anbe.2003.2105.
59. 1 2 3 4   A. J. Baker e J. M. Dietz, <47::AID-AJP5>3.0.CO;2-T Immigration in wild groups of golden lion tamarins (Leontopithecus rosalia), in American Journal of Primatology, vol. 38, n. 1, 1996,  pp. 47-56, DOI:10.1002/(SICI)1098-2345(1996)38:1<47::AID-AJP5>3.0.CO;2-T.
60. 1 2 3 4 5  (PT) P. P. De Oliveira, K. Miller, F. C. Passos e F. Prado, Sistema de Acasalamento e Dinâmicas de Grupo em Micos-leões, in D. G. Kleiman e A. B. Rylands (a cura di), Micos-leões: Biologia e conservação, Brasilia, Ministério do Meio Ambiente, 2008,  pp. 251-285.
61. 1 2   C. A. Peres, Costs and benefits of territorial defense in wild golden lion tamarins, Leontopithecus rosalia, in Behavioral Ecology and Sociobiology, vol. 25, n. 3, 1989,  pp. 227-233, DOI:10.1007/BF00302922, ISSN 1432-0762 (WC · ACNP).
62. 1 2   S. Boinski et al., Intra-group vocal behavior in wild golden-lion-tamarin, Leontopithecus rosalia: honest communication of individual activity, in Behaviour, vol. 130, n. 1/2, 1994,  pp. 53-75.
63. ↑   V. Sabatini et al., Acoustical Aspects of the Propagation of Long Calls of Wild Leontopithecus rosalia, in International Journal of Primatology, vol. 29, n. 1, 2008,  pp. 207-223, DOI:10.1007/s10764-008-9240-2.
64. 1 2   C. T. Snowdon, A. Hodun, A. L. Rosenberger e A. F. Coimbra-Filho, Long-call structure and its relation to taxonomy in lion tamarins, in American Journal of Primatology, vol. 11, n. 3, 1986,  pp. 253-261, DOI:10.1002/ajp.1350110307.
65. ↑   J. J. Benz, J. A. French e D. W. Leger, Sex differences in vocal structure in a callitrichid primate, Leontopithecus rosalia, in American Journal of Primatology, vol. 21, n. 4, 1990,  pp. 257-264, DOI:10.1002/ajp.1350210402.
66. 1 2  (PT) J. A. French, K. de Vleeschouwer, K. Bales e M. Hiestermann, Biologia reprodutiva do mico-leão, in D. G. Kleiman e A. B. Rylands (a cura di), Mico-leões:Biologia e conservação, Brasilia, Ministério do Meio Ambiente, 2008,  pp. 186-216.
67. 1 2   J. A. Stribley, J. A. French e B. J. Inglett, Mating Patterns in the Golden Lion Tamarin (Leontopithecus rosalia): Continuous Receptivity and Concealed Estrus, in Folia Primatologica, vol. 49, n. 3-4, 1987,  pp. 137-150, DOI:10.1159/000156318.
68. ↑   J. A. French, K. L. Bales, A. J. Baker e J. M. Dietz, Endocrine Monitoring of Wild Dominant and Subordinate Female Leontopithecus rosalia (PDF), in International Journal of Primatology, vol. 24, n. 6, 2003,  pp. 1281-1300, DOI:10.1023/B:IJOP.0000005993.44897.ae, ISSN 1573-8604 (WC · ACNP).
69. 1 2 3 4   J. M. Dietz, A. Baker e D. Miglioretti, Seasonal variation in reproduction, juvenile growth, and adult body mass in golden lion tamarins (Leontopithecus rosalia), in American Journal of Primatology, vol. 34, n. 2, 1994,  pp. 115-132, DOI:10.1002/ajp.1350340204.
70. ↑   R. M. Nowak, Marmosets, Tamarins and Goeldi's Monkey - Callitrichidae, in Primates of the World, Baltimora, Johns Hopkins University Press, 1999,  pp. 117-129, ISBN 0-8018-6251-5.
71. 1 2 3  (PT) S. D. Tardif, C. V. Santos, A. J. Baker, L. van Elsacker, A. T. C. Feistner, D. G. Kleiman, C. R. Ruiz-Miranda, A. C. Moura, F. C. Passos, E. C. Price et al., Cuidados de filhotes em mico-leões, in D. G. Kleiman e A. B. Rylands (a cura di), Mico-leões:Biologia e conservação, Brasilia, Ministério do Meio Ambiente, 2008,  pp. 285-312.
72. ↑  (PT) PORTARIA No - 444, DE 17 DE DEZEMBRO DE 2014 (PDF), su ICMBio. URL consultato il 5 febbraio 2016.
73. 1 2   A recent census of Brazil’s endangered golden lion tamarins provides new hope for the species’ future, su Save the golden lion tamarin, 8 ottobre 2014. URL consultato il 17 settembre 2015.
74. ↑  (PT) P. P. Oliveira et al., Qualidade do habitat na área de ocorrência do mico-leão-dourado (PDF), in P. P. de Oliveira, A. D. Grativol e C. R. R. Miranda (a cura di), Conservação do Mico-leão-dourado: Enfrentando os desafios de uma paisagem fragmentada, Campos de Goytacazes, Universidade Estadual do Norte Fluminense Darcy Ribeiro, 2008,  pp. 14-39, ISBN 978-85-89479-11-0.
75. ↑  (PT) M. M. Morais Jr et al., Os saguis, Callithrix Jacchus e penicillata, como espécies invasoras na região de ocorrência do mico-leão dourado (PDF), in P. P. de Oliveira, A. D. Grativol e C. R. R. Miranda (a cura di), Conservação do Mico-leão-dourado: Enfrentando os desafios de uma paisagem fragmentada, Campos de Goytacazes, Universidade Estadual do Norte Fluminense Darcy Ribeiro, 2008,  pp. 87-117, ISBN 978-85-89479-11-0.
76. ↑   M. C. M. Kierullf, Invasive introduced golden-headed lion tamarins - a new threat to golden lion tamarins (PDF), in Tamarin Tales, vol. 10, 2010,  pp. 5-7.
77. 1 2 3 4  (PT) R. V. Fernandes, D. M. Rambaldi e A. M. G. Teixeira, Restauração e proteção legal da paisagem – corredores florestais e RPPNs (PDF), in P. P. de Oliveira, A. D. Grativol e C. R. R. Miranda (a cura di), Conservação do Mico-leão-dourado: Enfrentando os desafios de uma paisagem fragmentada, Campos de Goytacazes, Universidade Estadual do Norte Fluminense Darcy Ribeiro, 2008,  pp. 160-180, ISBN 978-85-89479-11-0.
78. ↑  (PT) P. P. de Oliveira, M. C. M. Kierulff, M. J. Lapenta, A. F. Martins e B. B. Beck, Técnicas de manejo para a conservação do mico-leão-dourado (PDF), in P. P. de Oliveira, A. D. Grativol e C. R. R. Miranda (a cura di), Conservação do Mico-leão-dourado: Enfrentando os desafios de uma paisagem fragmentada, Campos de Goytacazes, Universidade Estadual do Norte Fluminense Darcy Ribeiro, 2008,  pp. 118-136, ISBN 978-85-89479-11-0.
79. 1 2 3 4  (PT) P. M. Matsuo et al., Educação ambiental e políticas públicas para a conservação dos micos-leões-dourados (PDF), in P. P. de Oliveira, A. D. Grativol e C. R. R. Miranda (a cura di), Conservação do Mico-leão-dourado: Enfrentando os desafios de uma paisagem fragmentada, Campos de Goytacazes, Universidade Estadual do Norte Fluminense Darcy Ribeiro, 2008,  pp. 180-195, ISBN 978-85-89479-11-0.
80. 1 2   S. Wheat, Primate concern, protecting golden lion tamarins, in Geographical, 2001. URL consultato il 31 maggio 2012 (archiviato dall'url originale il 7 marzo 2016).
81. 1 2 3   M. C. M. Kierulff, C. R. Ruiz-Miranda, P. Procópio de Oliveira, B. B. Beck, A. Martins, J. M. Dietz, D. M. Rambaldi e J. Baker, The Golden lion tamarin Leontopithecus rosalia: a conservation success story, in International Zoo Yearbook, vol. 46, n. 1, 2012,  pp. 35-45, DOI:10.1111/j.1748-1090.2012.00170.x.
82. ↑   Leontopithecus rosalia, su UNEP-WCMC Species Database: CITES-Listed Species, UNEP-WCMC. URL consultato il 26 maggio 2012 (archiviato dall'url originale il 16 aprile 2013).
83. ↑   R. A. Mittermeier, J. Wallis, A. B. Rylands, J. U. Ganzhorn, J. F. Oates, E. A. Williamson, E. Palacios, E. W. Heymann, M. C. M. Kierulff, Long Yongcheng, J. Supriatna, C. Roos, S. Walker, L. Cortés-Ortiz e C. Schwitzer, Primates in Peril: The World's 25 Most Endangered Primates 2008–2010 (PDF), IUCN/SSC Primate Specialist Group (PSG), International Primatological Society (IPS), and Conservation International (CI), 2009,  pp. 1-92, ISBN 978-1-934151-34-1.
84. ↑   Translocations of golden lion tamarins – history and status as of May 2006 (PDF), su eaza.net. URL consultato il 31 maggio 2012 (archiviato dall'url originale il 28 maggio 2008).
85. ↑  (PT) B. F. Souza Dias, Apresentação, in D. G. Kleiman e A. B. Rylands (a cura di), Micos-leões: Biologia e conservação, Brasilia, Ministério do Meio Ambiente, 2008.
86. 1 2 3 4 5 6 7   J. D. Ballou, D. G. Kleiman, J. J. Mallinson, A. B. Rylands, C. B. Valladares-Pádua e K. Leus, A história, o manejo e o papel da conservação de populações de mico-leões em cativeiro, in D. G. Kleiman e A. B. Rylands (a cura di), Micos-leões: Biologia e conservação, Brasilia, Ministério do Meio Ambiente, 2008,  pp. 133-161.
87. 1 2   D. N. Rambaldi, Mico-leão-dourado:uma bandeira para a proteção da Mata Atlântica, in N. Bensusan (a cura di), Seria melhor mandar ladrinhar? Biodiversidade: como, para que e porquê?, Brasilia, Editora Universidade de Brasília, 2008,  pp. 61-66, ISBN 978-85-230-1010-2.
88. ↑  (PT) Cédulas do Real, su Banco Central do Brasil. URL consultato il 30 gennaio 2013.
89. ↑   CANDIDATOS A MASCOTES DA COPA 2014 – Você os conhece?, su Info Brazil 2014-2016. URL consultato il 24 gennaio 2013 (archiviato dall'url originale il 27 settembre 2013).